# موتور مرادبخش نارویی
موتور مرادبخش نارویی یک منطقهٔ مسکونی در ایران است که در دهستان حومه (ایرانشهر) واقع شده‌است.